# 부부 강간
부부 강간(Marital rape) 또는 배우자 강간은 서로 혼인한 배우자 사이에서 행해지는 강간을 말한다.

## 역사

### 부부 강간의 면책
1980년대까지 유럽이나 미국에서조차 강간은 피해자의 동의 없이 행한 혼인 외의 성교로, 남성이 여성의 성기에 성기를 삽입하는 것만을 의미했다. 즉, 부부 간에 벌어지는 폭력적 성관계에 대해서는 면책권이 인정되었으며, 강간죄는 본질적으로 남성이 피해자로 인정되지 않는 범죄였다.

### 부부 강간의 처벌
미국에서는 1980년대 초까지 부부단일체 이론, 혼인의 프라이버시 이론 등을 내세워 부부 강간의 면책을 인정하여 왔다. 그러나, 1984년 뉴욕주 항소법원은 Liberta 판결에서 "혼인증명서가 배우자를 강간할 자격증일 수는 없다. 기혼여성도 미혼여성과 마찬가지로 자기의 신체를 통제할 권리를 갖는다."라고 선언하고 부부 사이의 강간을 인정하였으며, 부부의 일방이 성관계를 거부할 경우에 상대방이 취할 수 있는 태도는 강간이 아니라 이혼법정으로 가는 것이라고 판시했다.
이미 1981년에 프랑스에서는 부부 사이의 강간을 인정하는 판결이 나오기 시작했고, 영국은 1991년에 부부 강간 면책의 법리를 폐기했으며, 독일은 1997년에 강간죄의 '혼인 외의 간음'이라는 규정을 "간음이나 유사한 성적 행위"로 개정함으로써 부부 사이의 강간을 전면적으로 인정하고 있다. 또한, 중화민국에서는 1999년에 형법을 고쳐 부부 강간의 처벌을 명시하고 있다.

## 대한민국
대한민국에서는 2009년에 부산지방법원에서 동거 중인 부부 사이에서 벌어진 강간을 인정하는 판결(2009.1.16.)이 처음으로 나왔고, 2013년에 한국 대법원은 전원합의체 판결을 통해 혼인관계가 유지되고 있던 부부 사이의 강간을 처음으로 인정(2013.5.16.)하였다.
또, 2015년에는 이혼소송 중 남편을 감금해 손발을 묶고 성관계를 한 아내가 부부강간죄로 기소되었는데, 감금치상죄와 강요죄에 관하여는 유죄가, 강간죄에 관하여는 무죄가 선고되었다.

## 같이 보기
- 강간
- 가정폭력